# Laignelet
Laignelet település Franciaországban, Ille-et-Vilaine megyében. Lakosainak száma 1217 fő (2022. január 1.). Laignelet Fougères, Beaucé, Landéan, Lécousse, Le Loroux és La Chapelle-Fleurigné községekkel határos.

## Népesség
A település népességének változása:
| Lakosok száma | 479  | 641  | 727  | 853  | 1135 | 1158 | 1163 | 1173 | 1190 | 1217 |
|               | 1968 | 1982 | 1990 | 2006 | 2013 | 2015 | 2017 | 2019 | 2020 | 2022 |